# Categorie-hopping
Categorie-hopping is het rijden met een motorfiets die qua kenteken in een “lichte” rijbewijscategorie thuis hoort, maar qua vermogen (na opvoeren) hiervoor te sterk is. 
Zie ook klein rijbewijs en groot rijbewijs.